# ژو ژورو
ژو ژورو (به انگلیسی: Zhou Zhuoru) ژیمناست زادهٔ ۱۴ سپتامبر ۱۹۸۸ میلادی اهل کشور چین است.